# Немања Максимовић
Немања Максимовић (Бања Ковиљача, 26. јануар 1995) је српски фудбалер. Тренутно је играч Панатинаикоса.

## Клупска каријера
Максимовић је фудбалом почео да се бави у ФК Гучево из Бање Ковиљаче, да током омладинских дана променио још неколико клубова. Из Омладинца из Лознице отишао је у Црвену звезду где је био шест година. После одрађеног омладинског стажа у Црвеној звезди није се појавио на прозивци сениорског тима, под изговором да је уписао часове вожње. Био је то само изговор јер Максимовић није желео да потпише уговор са Црвеном звездом. Након тога је отишао у италијанску Верону, а потом и Домжале. У словеначком првенству је отпочео професионалну каријеру, и за Домжале је одиграо 27 лигашких утакмица уз 3 постигнута гола.
У фебруару 2015. прешао је у казахстанску Астану. Крајем августа 2015. поготком у финишу реванш меча против АПОЕЛ-а у Никозији Максимовић је увео Астану у Лигу шампиона (први пут у клупској историји). Поред играња у најелитнијем такмичењу, Максимовић је са Астаном био два пута првак Казахстана, а освојио је и по један Куп и Суперкуп. Током 2017. године прешао је у шпанску Валенсију.

## Репрезентација
Максимовић је био члан генерације која је 2013. у Литванији постала првак Европе за фудбалере до 19 година. Био је један од главних адута приликом освајања ФИФА Светског првенства за играче до 20 година у јуну 2015. године, а његовим голом у 118. минуту финала Мундијалита савладан је Бразил, петоструки шампион у овој конкуренцији.
За сениорску репрезентацију Србије је дебитовао 23. марта 2016. у пријатељском мечу против Пољске (0:1) у Познању.
Свој први гол за репрезентацију постигао је 23.3.2025. против Аустрије у мечу баража за опстанак у А дивизији Лиге Нација.

## Трофеји

### Астана
- Првенство Казахстана (2): 2015, 2016.
- Куп Казахстана (1) : 2016.
- Суперкуп Казахстана (1) : 2015.

## Одликовања
- Медаља заслуга за народ (Република Српска)[7]